# Такео (Япония)
Такео (яп. 武雄市 Такэо-си) — город в Японии, находящийся в префектуре Сага. Площадь города составляет 195,44 км², население — 49 489 человек (1 августа 2014), плотность населения — 253,22 чел./км².

## Географическое положение
Город расположен на острове Кюсю в префектуре Сага региона Кюсю. С ним граничат города Таку, Карацу, Имари, Уресино и посёлки Сироиси, Арита, Омати, Хасами.

## Население
Население города составляет 49 489 человек (1 августа 2014), а плотность — 253,22 чел./км². Изменение численности населения с 1980 по 2005 годы:
| 1980 | 53 156 чел. |  |
| 1985 | 54 319 чел. |  |
| 1990 | 54 004 чел. |  |
| 1995 | 53 943 чел. |  |
| 2000 | 53 068 чел. |  |
| 2005 | 51 497 чел. |  |

## Символика
Деревом города считается камфорное дерево, цветком — рододендрон.